# 誰殺了大個子
《誰殺了大個子》（英語：City of Lies）是一部2018年美國犯罪電影，由布萊德·福爾曼擔任編劇執導，強尼·戴普及科力士·韋德加主演

## 發行
這部電影的第一部預告片最初名為LAbyrinth，於2018年5月21日發行，這將是臭名昭著的B.I.G.的46歲生日。在開路影業和IM Global合併組成Global Road Entertainment之後，該電影改名為《誰殺了大個子》，並於2018年9月7日發行，這是Tupac Shakur被謀殺22週年。據報導，由於Depp和電影的經理位置正在進行的訴訟，電影於2018年8月被取消上映，但沒有宣布更換日期。
2018年8月23日，每日野獸報導強尼·戴普被當作替代羔羊。它表明洛杉磯警察局可能一直在試圖壓制這部被負面描寫的電影，或者還有其他主要參與者不希望這部電影上映。2020年7月，亞當·托德·布朗（Adam Tod Brown）辯稱，這部電影被壓制了，因此沃萊塔·華萊士（Voletta Wallace）無法重新開放臭名昭著的B.I.G.起訴LAPD的謀殺案。在2018年8月29日，以色列國民銀行又對米拉麥克斯影業提起了另一項訴訟，要求賠償因撤消影片而導致的數百萬美元的未付保證金。
誰殺了大個子於2018年12月9日在意大利電影節上首映，當時是非競賽片，是該電影的閉幕電影，在電影節的Noir上亮相。它於2019年1月10日獲得了限量發行。這部電影於2019年6月19日在意大利的藍光光碟發行。
Sagan電影公司於2021年3月4日宣布已接管發行權，併計劃在2021年3月19日上映該電影。由於與COVID-19大流行相關的限制，許多電影院場館仍然關閉。

## 製作

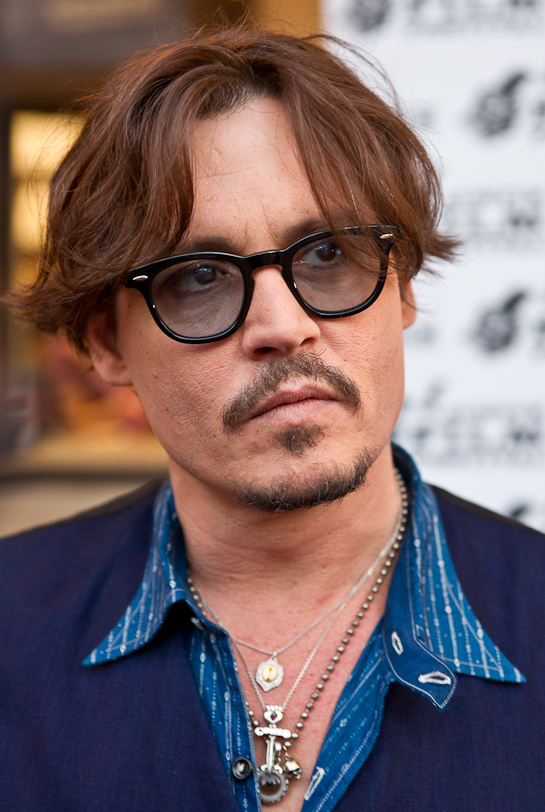
戴普扮演前洛杉磯警察局偵探拉塞爾·普爾

2013年2月4日，Miriam Segal的英國製片公司Good Films購買了Randall Sullivan的非小說類書籍LAbyrinth的電影版權。此電影探究了洛杉磯警方的腐敗行為，偵探拉塞爾·普爾對圖帕克·夏庫爾和聲名狼藉先生謀殺案的調查有關，但從未得到解決。據報導，強尼·戴普於2016年9月7日在將在電影中扮演洛杉磯警察偵探普爾的角色。
布拉德·福爾曼由克里斯蒂安·孔特雷拉斯（Christian Contreras）撰寫並改編自該書。9月19日，開路影業獲得了該電影在美國的發行權。它與米拉麥克斯影業共同資助了這部電影，而Good Universe則負責該電影的國際銷售。

### 演員
2016年11月11日，洛克蒙·鄧巴在電影中飾演Dreadlocks。當天，科力士·韋德加宣布參與了這部電影，扮演了與警察合作揭露真相的新聞記者。11月17日，尼爾·布朗在影片中扮演警察拉斐爾·佩雷斯。山德·貝克利、希亞·溫漢、维恩·埃维雷特和托比·哈斯於12月13日加入劇組，兩天后，路易斯·赫特哈姆和沙米爾·安德森也加入了劇組，赫特哈姆扮演一名城市律師，安德森扮演腐敗洛杉磯警察局警官拉斐爾·佩雷斯。在2017年1月6日，阿明·約瑟夫加入電影，飾演警察凱文·蓋恩斯，並在1月18日，勞倫斯·梅森扮演聯邦調查局特工鄧頓（Dunton）。2017年1月23日，新人約瑟夫·費蘭特（Joseph Ferrante）參加了這部電影，擔任未公開的角色。

### 拍攝
電影的主要攝影工作於2016年12月13日在加利福尼亞州洛杉磯開始。2017年5月為此電影的主要攝影。

## 評價
根据評論匯總网站爛番茄汇总的49篇评论文章，51%的评论家给予该作正面评价，平均打分为6分（满分10分）
在Metacritic上，12位影評人共給予了44分的分數（滿分100分），這部電影獲得了「評價褒貶不一或一般」。

## 外部連結
- 互联网电影数据库（IMDb）上《誰殺了大個子》的资料（英文）
- 爛番茄上《誰殺了大個子》的資料（英文）
- Box Office Mojo上《誰殺了大個子》的資料（英文）
- 開眼電影網上《誰殺了大個子》的資料（繁體中文）
- Yahoo奇摩電影上《誰殺了大個子》的資料（繁體中文）